# Lesterny
Lesterny is een dorp in de Belgische provincie Luxemburg en een deelgemeente van Nassogne.

## Geschiedenis
Op het eind van het ancien régime werd Lesterny een gemeente. In 1823 werd de gemeente opgeheven en bij Forrières gevoegd. In 1907 werd Lesterny echter weer afgesplitst en heropgericht als gemeente. In 1977 werd Lesterny een deelgemeente van Nassogne.
De plaats had ook een station Lesterny aan spoorlijn 162.

## Demografische ontwikkeling
- Bronnen:NIS, Opm:1831 tot en met 1970=volkstellingen, 1976= inwoneraantal op 31 december

Deelgemeenten: Ambly · Bande · Forrières · Grune · Harsin · Lesterny · Masbourg · Nassogne

Overige dorpen: Charneux · Chavanne · Mormont

Belgische gemeenten · Arrondissement Marche-en-Famenne · Luxemburg · Wallonië